# Peräkorvensaaret
Peräkorvensaaret är en ö i Finland. Den ligger i sjön Lojo sjö och i kommunen Lojo i den ekonomiska regionen  Helsingfors  och landskapet Nyland, i den södra delen av landet, 60 km väster om huvudstaden Helsingfors. Öns största längd är 90 meter i sydöst-nordvästlig riktning. Notera att namnet antyder att det är fråga om flera öar.

## Klimat
Trakten ingår i den hemiboreala klimatzonen. Årsmedeltemperaturen i trakten är 4 °C. Den varmaste månaden är augusti, då medeltemperaturen är 16 °C, och den kallaste är februari, med −4 °C.